# Јеромонах Самуило (Бакачич)
Самуило Бакачич (друга половина XVII века) је био светогорски јеромонах, даскал (учитељ), пореклом Украјинац. 
У време јачања културних веза са Русијом, за време царева Алексија Михаиловича и Петра Великог, дошао је на Свету гору 1669. и преводио на српскословенски језик руске и грчке богословске књиге и литургијску и монашку исихастичку лектиру: Месија истини (1669) Јоаникија Гаљатовског, Грешних спасеније (1684. или 1686) Агапија Крићанина, Магнит духовни (1690) Гаврила Светогорца, Сакровиште (1691) Дамаскина Студита и Приручник против папистичке шизме Максима Пелопонеског.